# Heinrich Löffler (Politiker, 1879)

Heinrich Löffler

Heinrich Löffler (* 14. August 1879 in Ilbeshausen; † 30. Dezember 1949 in Schlüchtern) war ein deutscher Gewerkschafter und Politiker. Für die SPD war er sowohl Mitglied der Weimarer Nationalversammlung als auch Reichstagsabgeordneter.

## Leben
Er war der Sohn des Landwirt und Mahlmüllers Heinrich Löffler XV. und seiner Ehefrau Elisabeth geb. Klein. Nach dem Besuch der Volksschule in Ilbeshausen und einer Lehre arbeitete Löffler von 1897 bis 1905 als Bergmann (Hauer) in Gelsenkirchen im Ruhrgebiet. Anschließend war er Angestellter beim Verband der Bergarbeiter Deutschlands, dem er 1898 beigetreten war. Löffler gehörte seit 1901 der SPD an. 1911 bis 1919 war er Hauptvorstand beim Verband der Bergarbeiter Deutschlands und leitete ab 1913 die Gewerkschaft in Oberschlesien. Bei der Preußischen Landtagswahl am 3. Juni 1913 war er Kandidat der SPD im Wahlkreis Gelsenkirchen.
Als Sekretär des Bergarbeiterverbandes wurde Löffler 1918 Vorsitzender des Kattowitzer Arbeiter- und Soldatenrats. In diesen Funktion sprach er sich am 13. November 1918  in dem Aufruf An die Berg- und Hüttenarbeiter! gegen eine Arbeitsniederlegung der Bergleute aus. 1918 wurde er in den Stadtrat von Kattowitz gewählt. 1919/20 war er Mitglied der Weimarer Nationalversammlung für den Wahlkreis 10, Oppeln. Anschließend war er bis zum Erlöschen der oberschlesischen Mandate im Dezember 1922 Reichstagsabgeordneter.
Von 1919 bis 1920 war Löffler Vorstandsmitglied des Allgemeinen Deutschen Gewerkschaftsbundes (ADGB) Berlin und von 1920 bis 1933 des Reichskohlenverbandes. Er war ab 1920 als Arbeitnehmervertreter Mitglied im Direktorium des Reichskohlenrats. 1933 verlor er seine Funktionen in der Kohlenwirtschaft und wurde Gastwirt in Berlin-Tempelhof. Ab 1947 war er im hessischen Schlüchtern ansässig und bis zu seinem Tod für die SPD politisch tätig. 1948 wurde er stellvertretendes Mitglied des Kreisausschusses in Schlüchtern.
Heinrich Löffler war seit 1901 mit Anna geb. Schwesik (1880–1950) verheiratet. Das Ehepaar hatte zwei Kinder, Erna (1901–1990) und Hugo (1906–1937).

## Veröffentlichungen
- Der gewerkschaftliche Separatismus der Polnisch-Sozialistischen Partei in Deutschland. Verlag der Generalkommission der Gewerkschaften, Berlin 1914.
- Ein unsinniges Kohlenprogramm In: Volksfreund Tageszeitung für das Werktätige Volk Mittelbadens 42. Jahrgang, Nr. 180 (05.08.1922), Seite 2
- Rußland im Licht englischer Gewerkschafter. Verlagsgesellschaft des ADGB, Berlin 1925.
- Zum Jahrestag des Mordes an Walther Rathenau. In: Das Freie Wort. Sozialdemokratisches Diskussionsorgan. 4. Jahrgang, Heft 25.
- Um Oberschlesien. Verlagsgesellschaft des ADGB, Berlin 1922
- Das Proletariat und die Besetzung des Ruhrgebiets. Verlag für Sozialwissenschaft, Berlin 1923
- Rußland  im  Licht  englischer  Gewerkschafter : Kritische Besprechung d. Berichts d. engl. Gewerkschaftsdelegation  über  Rußland, Verlagsges.  d.  Allgemeinen Deutschen Gewerkschaftsbundes, Berlin 1925, 30 Seiten
- Die deutsche Kohlenwirtschaft 1930 In: Karlsruher Tagblatt 176. Jahrgang, Nr. 63 (04.03.1931), Seite 7

## Biographien
- 1947: Ein politisches Urgestein kommt in den Bergwinkel von Kurt Fischer, in: Bergwinkel-Bote Heimatkalender 2009, Schlüchtern 2008, S. 91–103